# Grand Prix Formule 1 van Japan 1999
De Grand Prix Formule 1 van Japan 1999 werd gehouden op 31 oktober 1999 op Suzuka.

## Uitslag
| Positie | Nummer | Rijder                | Team               | Ronden | Tijd/Opgave         | Startplaats | Punten |
| ------- | ------ | --------------------- | ------------------ | ------ | ------------------- | ----------- | ------ |
| 1       | 1      | Mika Häkkinen         | McLaren-Mercedes   | 53     | 1:31:18.785         | 2           | 10     |
| 2       | 3      | Michael Schumacher    | Ferrari            | 53     | +5.015              | 1           | 6      |
| 3       | 4      | Eddie Irvine          | Ferrari            | 53     | +1:35.688           | 5           | 4      |
| 4       | 8      | Heinz-Harald Frentzen | Jordan-Mugen-Honda | 53     | +1:38.635           | 4           | 3      |
| 5       | 6      | Ralf Schumacher       | Williams-Supertec  | 53     | +1:39.494           | 9           | 2      |
| 6       | 11     | Jean Alesi            | Sauber-Petronas    | 52     | +1 Ronde            | 10          | 1      |
| 7       | 17     | Johnny Herbert        | Stewart-Ford       | 52     | +1 Ronde            | 8           |        |
| 8       | 16     | Rubens Barrichello    | Stewart-Ford       | 52     | +1 Ronde            | 13          |        |
| 9       | 22     | Jacques Villeneuve    | BAR-Supertec       | 52     | +1 Ronde            | 11          |        |
| 10      | 10     | Alexander Wurz        | Benetton-Playlife  | 52     | +1 Ronde            | 15          |        |
| 11      | 12     | Pedro Diniz           | Sauber-Petronas    | 52     | +1 Ronde            | 17          |        |
| 12      | 23     | Ricardo Zonta         | BAR-Supertec       | 52     | +1 Ronde            | 18          |        |
| 13      | 14     | Pedro de la Rosa      | Arrows             | 51     | +2 Rondes           | 21          |        |
| 14      | 9      | Giancarlo Fisichella  | Benetton-Playlife  | 47     | Motor               | 14          |        |
| NF      | 15     | Toranosuke Takagi     | Arrows             | 43     | Versnellingsbak     | 19          |        |
| NF      | 20     | Luca Badoer           | Minardi-Ford       | 43     | Motor               | 22          |        |
| NF      | 2      | David Coulthard       | McLaren-Mercedes   | 39     | Hydraulica          | 3           |        |
| NF      | 21     | Marc Gené             | Minardi-Ford       | 31     | Versnellingsbak     | 20          |        |
| NF      | 7      | Damon Hill            | Jordan-Mugen-Honda | 21     | Opgave              | 12          |        |
| NF      | 18     | Olivier Panis         | Prost-Peugeot      | 19     | Alternator          | 6           |        |
| NF      | 19     | Jarno Trulli          | Prost-Peugeot      | 3      | Motor               | 7           |        |
| NF      | 5      | Alessandro Zanardi    | Williams-Supertec  | 0      | Elektrisch probleem | 16          |        |

## Wetenswaardigheden
- Het was de laatste Formule 1-race voor Damon Hill en Alessandro Zanardi. Stewart zou vanaf 2000 Jaguar Racing heten.

## Statistieken
| Pole-position | Michael Schumacher | Ferrari | 1:37.470 |
| Snelste ronde | Michael Schumacher | Ferrari | 1:41.319 |

## Noot
- Dit was de vijftigste snelste ronde voor een Duitse coureur.
- Tweede (opeenvolgende) wereldtitel voor Mika Häkkinen en de derde wereldtitel voor een Finse coureur. Hiermee was Häkkinen de dertiende coureur die minstens tweemaal wereldkampioen was geworden. Door zijn titel succesvol te verdedigen, evenaarde hij Alberto Ascari (1953), Juan Manuel Fangio (1955), Jack Brabham (1960), Alain Prost (1986), Ayrton Senna (1991) en Michael Schumacher (1995).

1976 · 1977 · 1987 · 1988 · 1989 · 1990 · 1991 · 1992 · 1993 · 1994 · 1995 · 1996 · 1997 · 1998 · 1999 · 2000 · 2001 · 2002 · 2003 · 2004 · 2005 · 2006 · 2007 · 2008 · 2009 · 2010 · 2011 · 2012 · 2013 · 2014 · 2015 · 2016 · 2017 · 2018 · 2019 · 2022 · 2023 · 2024 · 2025